# 43e cérémonie des Kansas City Film Critics Circle Awards
La 43e cérémonie des Kansas City Film Critics Circle Awards, décernés par la Kansas City Film Critics Circle, a eu lieu le 4 janvier 2008, et a récompensé les films réalisés l'année précédente.

## Palmarès
- Meilleur film :
  - There Will Be Blood
- Meilleur réalisateur : égalité
  - Paul Thomas Anderson – There Will Be Blood
  - Julian Schnabel – Le Scaphandre et le Papillon
- Meilleur acteur :
  - Daniel Day-Lewis pour le rôle de Daniel Plainview dans There Will Be Blood
- Meilleure actrice :
  - Marion Cotillard pour le rôle d'Édith Piaf dans La Môme
- Meilleur acteur dans un second rôle :
  - Javier Bardem pour le rôle d'Anton Chigurh dans No Country for Old Men
- Meilleure actrice dans un second rôle :
  - Tilda Swinton pour le rôle de Karen Crowder dans Michael Clayton
- Meilleur scénario original :
  - Juno – Diablo Cody
- Meilleur scénario adapté :
  - No Country for Old Men – Joel et Ethan Coen
- Meilleur film en langue étrangère :
  - Le Scaphandre et le Papillon •  France /  États-Unis
- Meilleur film d'animation :
  - WALL-E
- Meilleur film documentaire :
  - In the Shadow of the Moon
- Meilleur film de science-fiction, d'horreur ou fantastique : Vince Koehler Award
  - Sweeney Todd : Le Diabolique Barbier de Fleet Street (Sweeney Todd: The Demon Barber of Fleet Street)